# Campeonato Sul-Americano de Rugby Seven Feminino de 2007
O Campeonato Sul-Americano de Rugby Seven Feminino de 2007 foi a III edição deste torneio. O torneio foi realizado em Viña del Mar, no Chile e foi vencido pela Seleção Brasileira.

## Seleções participantes
- Argentina
- Brasil
- Chile
- Colômbia
- Peru
- Uruguai
- Venezuela
- Chile Invitados VII

## Jogos
| Data                  | Grupo A           | Grupo A           | Grupo A             |
| --------------------- | ----------------- | ----------------- | ------------------- |
| 12 de Janeiro de 2007 | Brasil            | 70-0              | Peru                |
| 12 de Janeiro de 2007 | Venezuela         | 22-0              | Chile               |
| 12 de Janeiro de 2007 | Brasil            | 24-0              | Chile               |
| 12 de Janeiro de 2007 | Venezuela         | 62-0              | Peru                |
| 12 de Janeiro de 2007 | Chile             | 45-0              | Peru                |
| 12 de Janeiro de 2007 | Brasil            | 10-0              | Venezuela           |
| Data                  | Grupo B           | Grupo B           | Grupo B             |
| 12 de Janeiro de 2007 | Argentina         | 32-0              | Chile Invitados VII |
| 12 de Janeiro de 2007 | Colômbia          | 33-7              | Uruguai             |
| 12 de Janeiro de 2007 | Argentina         | 26-7              | Uruguai             |
| 12 de Janeiro de 2007 | Colômbia          | 24-5              | Chile Invitados VII |
| 12 de Janeiro de 2007 | Uruguai           | 24-5              | Chile Invitados VII |
| 12 de Janeiro de 2007 | Colômbia          | 12-10             | Argentina           |
| Data                  | Semifinais Bronze | Semifinais Bronze | Semifinais Bronze   |
| 13 de Janeiro de 2007 | Chile             | 48-0              | Chile Invitados VII |
| 13 de Janeiro de 2007 | Uruguai           | 36-0              | Peru                |
| Data                  | Semifinais Ouro   | Semifinais Ouro   | Semifinais Ouro     |
| 13 de Janeiro de 2007 | Brasil            | 26-0              | Argentina           |
| 13 de Janeiro de 2007 | Colômbia          | 28-17             | Venezuela           |
| Data                  | Final 7º e 8º     | Final 7º e 8º     | Final 7º e 8º       |
| 13 de Janeiro de 2007 | Peru              | 10-5              | Chile Invitados VII |
| Data                  | Final Bronze 5º   | Final Bronze 5º   | Final Bronze 5º     |
| 13 de Janeiro de 2007 | Chile             | 12-5              | Uruguai             |
| Data                  | Final Prata 3º    | Final Prata 3º    | Final Prata 3º      |
| 13 de Janeiro de 2007 | Venezuela         | 17-7              | Argentina           |
| Data                  | Final Ouro        | Final Ouro        | Final Ouro          |
| 13 de Janeiro de 2007 | Brasil            | 27-0              | Colômbia            |

## Campeão
| Campeonato Sul-Americano de Rugby Seven Feminino de 2007 |
| -------------------------------------------------------- |
| BRASIL Campeão (3º título)                               |